# USS Corvina (SS-226)
USS Corvina (SS-226) – amerykański okręt podwodny typu Gato o wyporności w zanurzeniu 2424 ton.
USS „Corvina” została zwodowana 9 maja 1943 roku, do służby marynarce amerykańskiej została przyjęta 6 sierpnia 1943 roku. 17 listopada 1943 roku, podczas swojego pierwszego wojennego patrolu, „Corvina” została zatopiona przez japoński okręt podwodny I-176. USS „Corvina” (SS-226) był jedynym amerykańskim okrętem podwodnym zatopionym podczas II wojny światowej przez inną jednostkę tej samej klasy.

## Konstrukcja
USS „Corvina” (SS-226) była dwukadłubowym oceanicznym okrętem podwodnym typu Gato o wyporności na powierzchni 1526 ton oraz 2424 ton w zanurzeniu. Maksymalna długość okrętu wynosiła 95,02 metra, szerokość 8,31 metra, zaś jego konstrukcyjna głębokość zanurzenia wynosiła 91 metrów (300 stóp). Układ napędowy USS „Corvina” tworzyły cztery wysokoobrotowe silniki elektryczne General Electric o mocy 2740 shp (2,0 MW), za pośrednictwem reduktora mechanicznego napędzające dwa wały napędowe ze śrubami. Silniki zasilane były energią z dwóch akumulatorów elektrycznych po 126 ogniw każdy. W trakcie rejsu na powierzchni akumulatory zasilające silniki elektryczne ładowane były przez 4 dieslowskie generatory elektryczne Fairbanks-Morse Model 38D8 o mocy 4 MW. Okręt rozwijał prędkość 20,25 węzła na powierzchni i 8,75 węzła w zanurzeniu
Jednostka wyposażona była w 6 wyrzutni torpedowych kalibru 533 mm na dziobie okrętu oraz cztery wyrzutnie na rufie, dla 24 przenoszonych torped Mk XIV i Mk 18. Uzbrojenie artyleryjskie składało się z jednego działa kalibru 127 mm, jednego działka plot. 40 mm oraz dwóch działek 20 mm.

## Historia okrętu
Stępkę pod okręt położono 21 września 1942 roku w stoczni Electric Boat w Groton w stanie Connecticut, gdzie zwodowano go 9 maja 1943 roku. 6 sierpnia 1943 roku okręt przyjęto do służby w amerykańskiej flocie podwodnej. USS „Corvina” służyła początkowo na Atlantyku na wodach w okolicy New London, które opuściła 18 września tego samego roku udając się przez Kanał Panamski na Pacyfik. 14 października okręt przypłynął do bazy Pearl Harbor. Po krótkim pobycie na Hawajach poświęconym uzupełnieniu zapasów, 4 listopada okręt wyszedł na swój pierwszy patrol bojowy w okolice Wysp Gilberta, pod dowództwem Cmdr Rodericka Rooneya – jednego ze starszych dowódców amerykańskich okrętów podwodnych. Po drodze w rejon patrolu okręt zatrzymał się na Wyspie Johnsona 700 mil morskich na południowy zachód od Hawajów, w celu zaopatrzenia w paliwo. W okolicach Tarawy wraz z 10 innymi jednostkami podwodnymi miał wspierać amerykańskie lądowanie na wyspach Gilberta. Zadaniem „Corviny” było patrolowanie wyjścia z atolu Truk, w celu ewentualnego przechwycenia jednostek wychodzących z umieszczonej tam wielkiej bazy japońskiej floty.

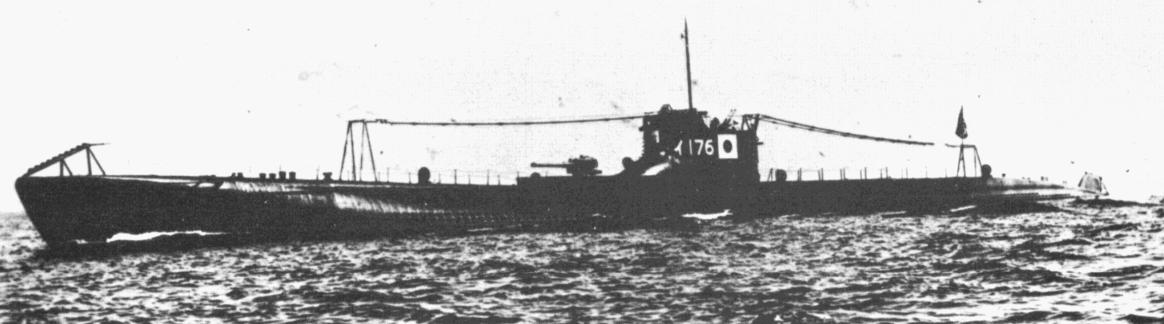
I-176 przed rokiem 1944

13 listopada japońską bazę w Rabaul opuścił okręt podwodny I-176 typu KD7, który udawał się do Truk w celu przeprowadzenia tam napraw. Amerykański wywiad przechwycił jednak japońskie informacje radiowe na ten temat zakodowane szyfrem Baker-9, który był w tym czasie już złamany przez Ultrę. Znając trasę i czas przejścia japońskiego okrętu, dowództwo Floty Pacyfiku rozmieściło na niej trzy okręty podwodne celem przechwycenia I-176: USS „Blackfish” (SS-221), „Drum” (SS-228) oraz „Corvina” (SS-226). 16 listopada z pokładu „Blackfish” dostrzeżono I-176, jego dowódca nie podjął jednak ataku wobec niemożliwości jednoznacznej identyfikacji napotkanej jednostki, „Drum” zaś nie był w stanie zająć pozycji umożliwiającej mu przechwycenie japońskiego okrętu. 17 listopada – wkrótce po północy – nastąpiło spotkanie trzeciego amerykańskiego okrętu z I-176, to jednak japoński okręt podwodny pierwszy wykrył – według raportu dowódcy – „okręt typu Perch”. I-176 zanurzył się i podjął próbę zbliżenia się co celu. Po około dwóch godzinach dowodzący nim Sho-sa Yamaguchi Kosaburo osiągnął pozycję dogodną do strzału, po czym o godzinie 2:20 wystrzelił trzy torpedy, z których dwie trafiły płynący na powierzchni amerykański okręt, który natychmiast eksplodował pociągając za sobą śmierć wszystkich 82 członków załogi „Corviny”.
Amerykański okręt nie zameldował się zgodnie z planem w australijskiej bazie amerykańskich okrętów podwodnych we Fremantle, toteż 30 listopada wysłano do niego drogą radiową rozkaz spotkania się z nawodnym okrętem eskorty. Po niepowodzeniu kilku następnych prób nawiązania kontaktu z zaginionym okrętem, 23 grudnia 1943 roku USS „Corvina” (SS-226) została oficjalnie uznana za „prawdopodobnie utraconą”.
USS „Corvina” (SS-226) był jedynym z 52 utraconych w trakcie wojny podwodnej na Pacyfiku amerykańskich okrętów podwodnych, który został zatopiony przez inny okręt podwodny.